# فریده صابری
فریده صابری (۱۸ آبان ۱۳۲۷ – ۱۹ بهمن ۱۳۹۶) هنرپیشه تئاتر، سینما و تلویزیون ایران بود.

## زندگی‌نامه
وی دیپلم هنرستان عالی موسیقی را در سال ۱۳۴۷ دریافت کرد و همزمان در رشتهٔ طبیعی از دبیرستان نراقی فارغ‌التحصیل شد. او دارای لیسانس کارگردانی و بازیگری از دانشکدهٔ هنرهای دراماتیک ایران (در سال ۱۳۵۲) و درجه فوق لیسانس از دانشگاه ایندیانا در آمریکا (در سال ۱۳۵۵) بود.
وی در سال ۱۹۸۴ تا ۱۹۸۶ دوره پانتومیم را در کشور آلمان گذراند.
فریده صابری در روز پنجشنبه ۱۹ بهمن ۱۳۹۶ به دلیل ابتلا به بیماری سرطان در سن ۶۹ سالگی درگذشت.

## فیلم‌شناسی

### سینمایی
- مارال (۱۳۷۹)
- درد مشترک (۱۳۷۳)
- روز شیطان (۱۳۷۳)
- روز واقعه (۱۳۷۳)
- اوینار (۱۳۷۰)
- راز خنجر (۱۳۶۹)

### مجموعه تلویزیونی
- دلنوازان (حسین سهیلی‌زاده، ۱۳۸۸)
- همه بچه‌های من (مرضیه برومند، ۱۳۸۷)
- تله‌فیلم تنهایی (حجت قاسم‌زاده‌اصل، ۱۳۸۶)
- کتاب‌فروشی هدهد (مرضیه برومند، ۱۳۸۵)
- بگذار آفتاب برآید (حسین مختاری، ۱۳۷۷/۷۸)
- در قلب من (حمید لبخنده، ۱۳۷۷)
- تنهاترین سردار (مهدی فخیم‌زاده، ۱۳۷۵)
- سنگ و شیشه (جمشید حیدری، ۱۳۷۲)

### تئاتر
- الو تریا (نوشته ساموئل بکت به کارگردانی وحید رهبانی، جشنواره فجر، کارگاه نمایش، ۱۳۸۳
- ایوانف (نوشته ویلیام شکسپیر به کارگردانی اکبر زنجان‌پور، سالن چهارسو، ۱۳۸۱
- آقا محمدخان کالیگولا به کارگردانی سیروس شاملو، سالن چهارسو، ۱۳۸۰
- شام آخر (نوشته و کارگردانی فرهاد آئیش، فرهنگسرای نیاوران، ۱۳۸۰
- ریچارد سوم (نوشته ویلیام شکسپیر به کارگردانی داود رشیدی، سالن اصلی، ۱۳۷۸
- آوازخوان طاس (نوشته اوژن یونسکو به کارگردانی مهدی فخیم‌زاده، دانشکده هنرهای دراماتیک، ۱۳۵۲
- وقت ناهاری به کارگردانی اسماعیل شنگله، دانشکده هنرهای دراماتیک، ۱۳۵۲
- لبخند باشکوه آقای گیل به کارگردانی رکن‌الدین خسروی، سالن ۲۵ شهریور (سنگلج)
- ملاقت بانوی سالخورده (نوشته فردریک دورنمات به کارگردانی حمید سمندریان، دانشگاه تهران، ۱۳۵۲
- کرگدن (نوشته اوژن یونسکو به کارگردانی حمید سمندریان، دانشگاه تهران، ۱۳۵۲
- هرکول و طویله اوبیاس به کارگردانی حمید سمندریان، انجمن ایران و آمریکا، ۱۳۴۸[۶]